# Viroid

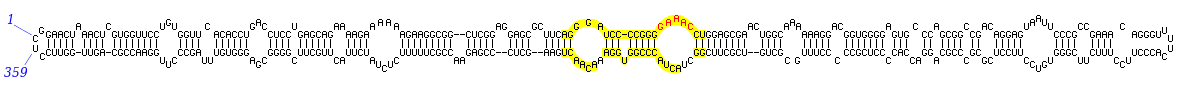
Structura secundară a viroidului PST

Viroidul este entitate infecțioasă, asemănătoare unui virus, dar este mai mică ca dimensiuni, întrucât prezintă doar un genom viral din punct de vedere compozițional. Viroizii infectează plantele superioare, cauzând creșterea strâmbă și chiar moartea. Viroidul reprezintă un singur lanț de ARN, cu 220-340 de nucleotide, formă circulară și fără capsida proteinică, ce este prezentă la virusuri. Viroizii sunt transmiși prin intermediul polenului și semințelor.

## Istoric
Denumirea de viroid a fost prima data de Theodor Otto Diener, un patolog la Agricultural research Service in Marzland in anul 1971.